# Stefkowa
Stefkowa est une localité polonaise de la gmina d'Olszanica, située dans le powiat de Lesko en voïvodie des Basses-Carpates.